# بلو جايز
كانت فرقة بلو جايز مجموعة أمريكية قصيرة العمر من البندقية ، كاليفورنيا.
تشكلت فرقة بلو جايز في عام 1961، وبعد الأداء في ليلة أحد الهواة في مسرح فوكس ‏، طلب منهم ويرلي فيربورن ‏التوقيع على سجلات مايلستون ‏. كانت أغنيتهم الأولى هي "Lover's Island"، والتي كتبها أعضاء المجموعة ليون بيلز وأليكس مانيجولت، والتي حققت نجاحًا كبيرًا في الولايات المتحدة، حيث وصلت إلى رقم 31 على بيلبورد هوت 100 في عام 1961. تضمنت الأغاني الفردية اللاحقة "Tears are Falling" (1961) و «الحق في الحب» (1962)، لكن المجموعة لم تحقق المزيد من النجاح وانفصلت في عام 1962.
أطلق ليون بيلز مهنة منفردة لفترة وجيزة في وقت لاحق في الستينيات.

## أعضاء
- ليون بيلز (مواليد 1936، نيوبورت ، أركنساس، توفي 1999، البندقية ، كاليفورنيا) [ بحاجة لمصدر ]
- فان ريتشاردسون
- أليكس مانيجو / مانيجولت
- ليونارد ديفيدسون